# Gran Hotel (Palma)
 (avril 2022).
Si vous disposez d'ouvrages ou d'articles de référence ou si vous connaissez des sites web de qualité traitant du thème abordé ici, merci de compléter l'article en donnant les références utiles à sa vérifiabilité et en les liant à la section « Notes et références ».
Le Gran Hotel est un ancien hôtel historique de Palma de Majorque, la capitale des îles Baléares en Espagne.
Il fait partie du centre historique de la ville[réf. à confirmer].

## Histoire
L'hôtel a été conçu par le célèbre architecte moderniste catalan Lluís Domènech i Montaner et achevé en 1903. Aujourd'hui, le bâtiment a été transformé en un centre culturel, qui abrite la Fundación la Caixa. Il contient une exposition permanente de peintures d'Anglada Camarasa. Le bâtiment est l'un des exemples les plus importants du modernisme catalan sur l'île, avec une façade richement décorée de sculptures et de céramiques.

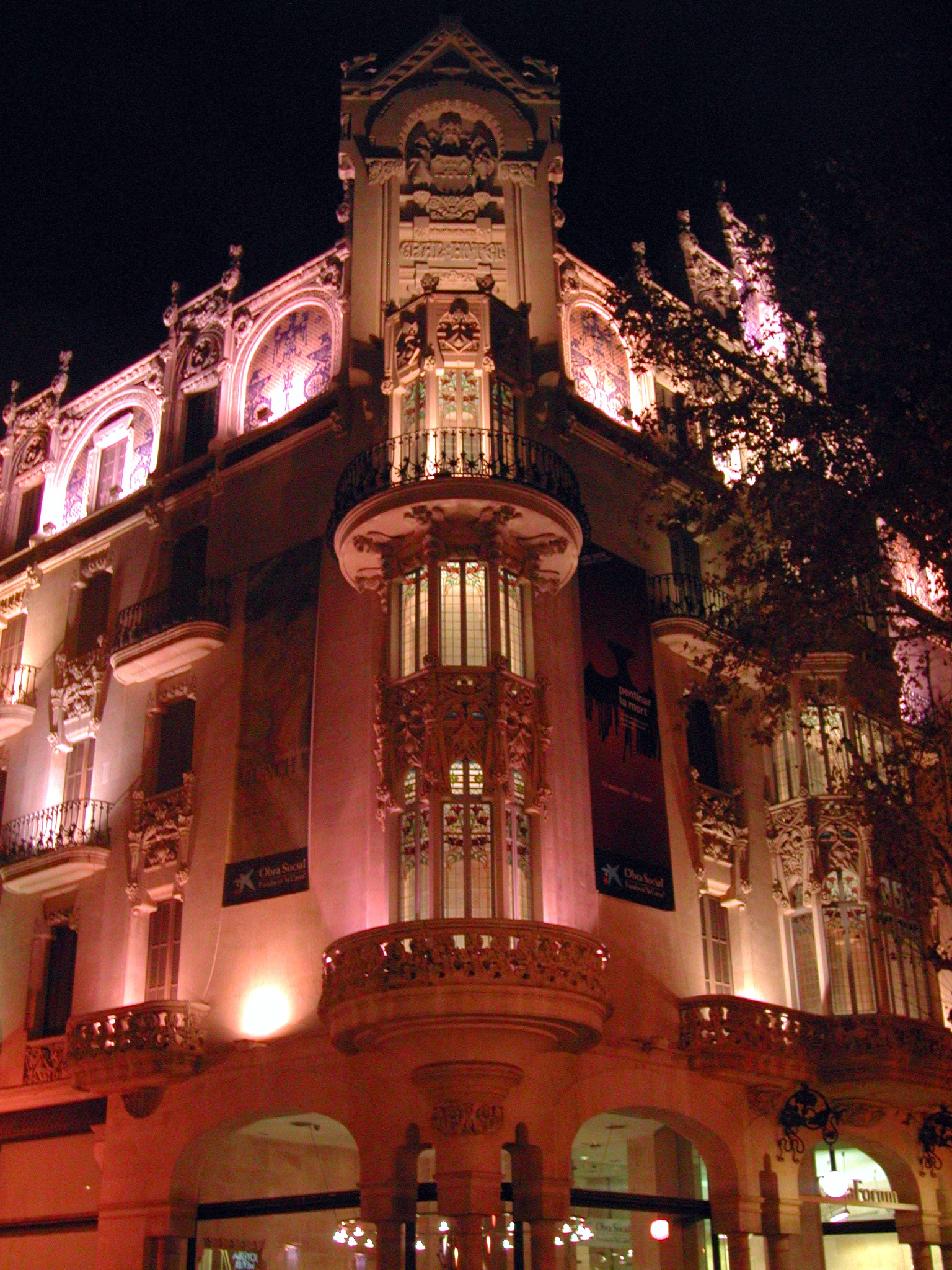
Grand Hôtel